# Barcham
Barcham (persiska: برچم) är en ort i Iran.   Den ligger i provinsen Kurdistan, i den nordvästra delen av landet, 400 km väster om huvudstaden Teheran. Barcham ligger 1 706 meter över havet och antalet invånare är 153.
Terrängen runt Barcham är huvudsakligen kuperad, men åt nordväst är den platt. Terrängen runt Barcham sluttar västerut.Runt Barcham är det ganska glesbefolkat, med 48 invånare per kvadratkilometer. Närmaste större samhälle är Charmlū, 3,5 km väster om Barcham. Trakten runt Barcham består i huvudsak av gräsmarker.